# 시나하마 사에미
시나하마 사에미(尻無浜 冴美, 1989년 7월 20일 - )는 일본의 여성 아이돌 그룹 SDN48의 전 멤버이다. 도쿄도 출신. 사디카 소속.
도쿄 도립 우에노고등학교 졸업. 쥬몬지학원 여자대학 재학 중.

## 내력
2002년
- 8월, 「니코라」의 제6회 독자 모델 오디션에서 선택되면, 같은 잡지의 모델(니코모)로서의 활동을 개시, 인기를 끌었다. 당시의 인기 니코모에는, 아라가키 유이나 코난 유카 등이 있다.

2003년
- 4월 6일 ~ 9월 28일, TV 도쿄 계열 「U-15.F 빈틈에 시켜!」에 출연했다.

2006년
- 미스 우에노고등학교에서는 2위로 선택되고 있다.

2011년
- 5월 27일, 「놓친 자네들에게 AKB48 리바이벌 공연」 「SDN48 1st Stage 「유혹의 카터」」공연내에서, SDN48의 3기생으로서 피로연 된다.

2012년
- 3월 31일, 「SDN48 콘서트 「NEXT ENCORE」 in NHK 홀」을 기해 SDN48를 졸업.
- 4월 5일, 소속 사무소가 사디카가 된 것을 자신의 Twitter로 발표했다.

## 인물
- 오디션 동기는 쿠보 유리카, 키하라 요코, 와카츠마 미와코.
- 니코라 시대의 동경의 유명인은 쿠로키 히토미.
- 액세서리에 열중하는 타입으로, 패션 중에서도 중시하고 있다.
- 니코라 시대의 장래의 꿈은 「빅 스타가 되는 것」이었다.
- 현재는 치어댄스부에 소속해 활동하고 있다.

## 참가 유닛곡
싱글 CD 참가곡
1. 아바즈레(アバズレ) - 언더걸즈 B 명의
2. 감자탕 모정(カムジャタン慕情) - 언더걸즈 B 명의
3. 위에서 나츠코(上からナツコ) - 언더걸즈 B 명의
4. 끝나지 않는 앵콜(終わらないアンコール)

SDN48 1st Stage 3기생 「유혹의 카터(誘惑のガーター)」공연
1. Never!

## 출연

### 버라이어티
- U-15.F 빈틈에 시켜! (2003년 4월 6일 ~ 9월 28일, TV 도쿄)

### 잡지
- 니코라 (신초샤)